# Cebrek (Simpang Tiga)
Cebrek is een bestuurslaag in het regentschap Pidie van de provincie Atjeh, Indonesië. Cebrek telt 557 inwoners (volkstelling 2010).